# 弗蘭克頓 (印第安納州)
弗蘭克頓（英語：Frankton）是一個位於美國印第安納州麥迪遜縣的城鎮。

## 人口
根據2010年美國人口普查的數據，弗蘭克頓的面積為2.74平方千米，當中陸地面積為2.74平方千米，而水域面積為0.00平方千米。當地共有人口1862人，而人口密度為每平方千米680人。